# Antonella Ossorio
Antonella Ossorio (Napoli, 12 novembre 1960) è una scrittrice italiana.

## Biografia
Dopo alcuni anni di insegnamento, Antonella Ossorio ha deciso di dedicarsi esclusivamente alla scrittura, in particolare a libri per bambini e ragazzi.
La sua opera più conosciuta è La mammana, pubblicato nel 2014 da Einaudi.

## Opere

### Narrativa
- Tante fiabe in rima, Raffaello, (1997) ISBN 978-88-472-0030-2
- Passaggi di stagione, Besa Editrice, (2001). ISBN 978-88-497-0027-5
- Natale in casa Capiello, Interlinea edizioni, (2004), ISBN 978-88-8212-481-6
- L'angelo della luce. Il giovane Caravaggio sogna il suo destino, Electa Napoli, (2004), ISBN 978-88-510-0219-0
- Dove vanno le nuvole, Anicia, (2006), ISBN 978-88-7346-340-5
- Ma quante smorfie!, L'isola dei ragazzi, (2006), ISBN 978-88-87292-90-9
- L'unicorno sulle scale, Falzea, (2007), ISBN 978-88-8296-240-1
- La pulce, Falco Editore, (2007), ISBN 978-88-901309-8-4
- Se entri nel cerchio sei libero. Un'infanzia in Burkina Faso, Rizzoli, (2009), ISBN 978-88-17-02938-4
- Il bello dell'ombrello, Fatatrac, (2009), ISBN 978-88-8222-218-5
- L'ingrediente segreto, Anicia, (2009), ISBN 978-88-7346-483-9
- C'è un ladro in fattoria!, Giunti Editore, (2010), ISBN 978-88-09-74980-1
- Tante favole in rima, Raffaello, (2013), ISBN 978-88-472-0016-6
- La mammana, Einaudi, (2014), ISBN 978-88-06-21773-0
- Quando il gatto non c'è, Motta junior, (2016), ISBN 978-88-09-83676-1
- La cura dell'acqua salata, Neri Pozza, (2018), ISBN 9788854515000
- I bambini del maestrale, Neri Pozza, (2023), ISBN 9788854527379